# Cosimo Lotti
Cosimo Lotti (Firenze, ... – Madrid, 1650) è stato un architetto italiano.
Già architetto del giardino di Boboli, nel 1628 si trasferì a Madrid, dove fu autore di giardini all'italiana e di teatri, per lo più smontabili.